# Polystichtis
Polystichtis är ett släkte av fjärilar. Polystichtis ingår i familjen Riodinidae.

## Dottertaxa tillPolystichtis, i alfabetisk ordning[1]
- Polystichtis amphis
- Polystichtis ancile
- Polystichtis andraemon
- Polystichtis antanitis
- Polystichtis apotheta
- Polystichtis arachne
- Polystichtis argenissa
- Polystichtis asteria
- Polystichtis bubo
- Polystichtis byzeres
- Polystichtis caecina
- Polystichtis caligata
- Polystichtis candace
- Polystichtis cayapona
- Polystichtis cerealis
- Polystichtis cilissa
- Polystichtis concinna
- Polystichtis crispinella
- Polystichtis crispus
- Polystichtis cuprea
- Polystichtis delia
- Polystichtis emyliana
- Polystichtis emylius
- Polystichtis eumedes
- Polystichtis eupolemia
- Polystichtis fannia
- Polystichtis flegia
- Polystichtis flora
- Polystichtis fusius
- Polystichtis gyges
- Polystichtis haemus
- Polystichtis idmon
- Polystichtis laobates
- Polystichtis lasthenes
- Polystichtis latona
- Polystichtis luceres
- Polystichtis lucetia
- Polystichtis lucianus
- Polystichtis lyncestes
- Polystichtis maeon
- Polystichtis maeonoides
- Polystichtis martia
- Polystichtis martialis
- Polystichtis melanogyra
- Polystichtis nepia
- Polystichtis nepioides
- Polystichtis parthaon
- Polystichtis pelarge
- Polystichtis petronius
- Polystichtis phoronis
- Polystichtis pione
- Polystichtis pirene
- Polystichtis pseudocrispus
- Polystichtis rhesa
- Polystichtis rhodope
- Polystichtis rubrica
- Polystichtis separata
- Polystichtis simplaris
- Polystichtis staudingeri
- Polystichtis sudias
- Polystichtis thermodoe
- Polystichtis trotschi
- Polystichtis zeanger
- Polystichtis zeangira
- Polystichtis zeurippa